# Ryan O'Neal
Pour les articles homonymes, voir O'Neal.
Ryan O'Neal est un acteur américain né le 20 avril 1941 à Los Angeles et mort le 8 décembre 2023 à Santa Monica.
Il est connu pour ses rôles dans Love Story d'Arthur Hiller, aux côtés d'Ali McGraw, et dans Barry Lyndon réalisé par Stanley Kubrick. Il s'est également illustré pour son rôle dans Paper Moon, réalisé par Peter Bogdanovich, où il joue aux côtés de sa fille Tatum O'Neal.

## Biographie
Ryan O'Neal est le fils de Charles Eldridge O'Neal (1904–1996), scénariste d'origine Irlandaise à Hollywood et de l'actrice Patricia Ruth Olga (née O'Callaghan; 1907–2003).

### Carrière
Ryan O'Neal débute, comme Tuesday Weld, Warren Beatty et Ron Howard, dans Dobie Gillis, une série très populaire en Amérique. Il joue aussi dans plusieurs séries à la télévision, dans Les Incorruptibles, Le Virginien, Perry Mason, côtoyant John Forsythe, Ronald Reagan et Nancy Davis future Madame Reagan. Dès 1962, il apparaît régulièrement à la télévision.
Il devient célèbre, en même temps que Mia Farrow, dans le soap opéra Peyton Place, de 1964 à 1969. Le très séduisant débutant a alors pour partenaire, au cinéma, à la télévision et dans la vie, Leigh Taylor-Young.
Lorsque la série s'achève, O'Neal tourne un film pour Michael Winner avant de trouver son premier rôle mythique : Love Story qui lui vaut une nomination aux oscars en 1970, dans la catégorie meilleur acteur. Le couple qu'il forme à l'écran avec Ali MacGraw, prend place dans toutes les anthologies du cinéma romantique.

#### Star

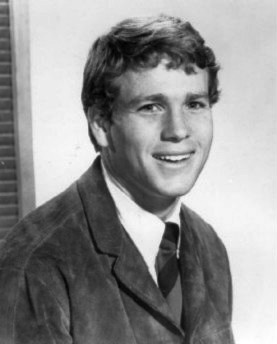
Ryan O'Neal dans son rôle de Rodney Harrington dans Peyton Place

Après les refus pour le rôle dans Love Story de Olivier Barrett des acteurs Michael Douglas, Michael York, Michael Sarrazin, Jon Voight, Beau Bridges, Jeff Bridges, Keith Carradine et Peter Fonda, O'Neal est imposé au réalisateur Arthur Hiller par le producteur Robert Evans - L'Enfant gâté d'Hollywood, la confession d'un producteur flamboyant - Ryan forme un couple également parfait avec Lesley Ann Warren dans un téléfilm et s'illustre en cowboy naïf face au vétéran William Holden dans le western de Blake Edwards, Deux Hommes dans l'Ouest. Par la suite O'Neal se spécialise dans la comédie dans On s'fait la valise, Doc ? (1972)  au côté de la superstar Barbra Streisand, La Barbe à papa (1973) dont il partage l'affiche avec sa fille lauréate aux Oscars Tatum O'Neal, et Nickelodeon (1976) avec Burt Reynolds, les trois réalisés par Peter Bogdanovich. Il devient le second acteur en importance pour ce qui est du nombre de films réalisés en 1972. Sacré « prince charmant » de l'écran, il tient dans ses bras Jacqueline Bisset et Stella Stevens.

#### Barry Lyndon
Ryan O'Neal interprète en 1975 le rôle-titre de Barry Lyndon, sous la direction de Stanley Kubrick. Si son personnage de libertin opportuniste et arriviste ne lui vaut pas la sympathie d'un public snob, qui ne lui pardonne pas d'avoir interprété l'amoureux transi de Love Story, sa composition minimaliste mais intense, l'immortalise.
Après Barry Lyndon, sa carrière devient plus hésitante. Il participe au monumental Un pont trop loin (1977), puis tient le rôle principal de Driver (1978), aux côtés d'Isabelle Adjani. Ce dernier film, réalisé par Walter Hill, est un échec à sa sortie, mais gagne par la suite une certaine reconnaissance, inspirant notamment Drive en 2011.
Il tente un nouveau retour avec la suite de Love Story, Oliver's Story — (où Candice Bergen succède à Ali McGraw) — qui est loin de renouveler le triomphe du premier film. Il reforme son couple avec Barbra Streisand dans Tendre Combat, sans succès. Les films suivants, comédies (Partners avec John Hurt, Divorce à Hollywood avec Shelley Long), ou aventures (Opération Green Ice avec Anne Archer et Omar Sharif), ne remplissent pas non plus les salles.

#### Échecs et retours
Dans les années 1980, Ryan O'Neal tourne dans des films ayant peu de succès, dont la Fièvre du jeu (1985) nommé dans quatre catégories des Razzie Awards 1985, qui lui valurent de plus une nomination aux Razzie Awards 1989 dans la catégorie « pire acteur de la décennie ». Le film, dirigé par le grand Richard Brooks, mériterait d'être réévalué. Les vrais durs ne dansent pas, mis en scène par l'écrivain Norman Mailer, n'est pas à la hauteur de son auteur mais demeure un honorable film noir, avec Isabella Rossellini en covedette. En 1989, Le Ciel s'est trompé consacre la chute d'O'Neal, éclipsé par Robert Downey Jr. auprès de Cybill Shepherd. La même année, l'acteur rencontre un grand succès avec sa compagne Farrah Fawcett dans le téléfilm dramatique On a tué mes enfants. Succès que le couple, très populaire, tente de réitérer dans la série Good Sports, en 1991.
À cette époque, il brille davantage sur le petit écran — les téléfilms 1775 avec Lesley-Anne Down et Bijoux, hot-dogs et tasses de thé face à la légendaire Katharine Hepburn — que sur le grand, où il collectionne les échecs : Ma femme me tue de Paul Mazursky au côté de Cher, An Alan Smithee Film : Burn Hollywood Burn pour lequel il retrouve Arthur Hiller, le réalisateur de Love Story.
En 1998, La Méthode zéro redore son image. La même année, il croise sur Coming Soon deux fantômes de son passé : Peter Bogdanovich et Mia Farrow. Il passe ensuite du téléfilm de science-fiction au thriller sur grand écran et rejoint Al Pacino et Kim Basinger dans la distribution de Influences et apparaît dans un épisode de Desperate Housewives en 2005, dans le rôle de Rodney Scavo. Il joue également au côté d'Alicia Silverstone, dans la série Miss Match.
L'année suivante, il intègre le casting de la série Bones en tant que personnage récurrent, jusqu'à la fin de la série en 2017.
En 2012, il revient au cinéma dans Slumber Party Slaughter de Rebecca Chaney. Trois ans plus tard, il apparaît dans Knight of Cups de Terrence Malick.

### Vie privée

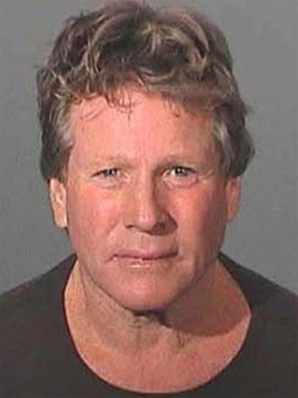
Photo d'identité judiciaire de Ryan O'Neal en 2007.

Ryan O'Neal a fréquenté quelque temps Diana Ross, Anjelica Huston (voir son livre Suivez mon Regard), et Joan Collins (ainsi qu'elle l'a raconté dans ses mémoires Passé imparfait).
Il a été marié avec l'actrice Joanna Moore de 1963 à 1967. Ils ont deux enfants : Tatum O'Neal, née en 1963 et Griffin O'Neal, né en 1964.
De 1967 à 1974, il est marié à Leigh Taylor-Young. Ils ont un fils, Patrick O'Neal, commentateur sportif, né en 1967.
Il rencontre l'actrice Farrah Fawcett en 1979. Ils ont un fils, Redmond O'Neal, né en 1985. Le couple se sépare en 1997. Ils se remettent ensemble en 2001, lorsque l'acteur se voit diagnostiquer une leucémie myéloïde chronique. Il est en rémission en 2006.
Farrah Fawcett meurt d'un cancer à Los Angeles le 25 juin 2009 à l'âge de 62 ans.
Ryan O'Neal a cinq petits-enfants : Kevin McEnroe, né en 1986, Sean McEnroe, né en 1987 et Emily McEnroe, née en 1991, dont la mère est Tatum O'Neal. Il est aussi le grand-père des deux filles que son fils, Patrick O'Neal, a eu avec l'actrice Rebecca de Mornay : Sophia De Mornay-O'Neal, née en 1997 et Veronica De Mornay-O'Neal, née en 2001.

### Mort
Ryan O'Neal meurt le 8 décembre 2023 à l'âge de 82 ans, à Santa Monica (Californie). Dans les dernières années, celui-ci avait reçu plusieurs diagnostics de cancer (leucémie chronique et un cancer de la prostate). Le 23 décembre, il est révélé que Ryan O'Neal est mort d'une insuffisance cardiaque.
Il est inhumé au Westwood Village Memorial Park Cemetery à Los Angeles.

## Filmographie

### Cinéma
- 1969 : Une si belle garce (The Big Bounce) d'Alex March : Jack Ryan
- 1970 : Love Story d'Arthur Hiller : Oliver Barrett IV
- 1970 : Le Défi (The Games) de Michael Winner : Scott Reynolds
- 1971 : Deux Hommes dans l'Ouest (Wild Rovers) de Blake Edwards : Frank Post
- 1972 : On s'fait la valise, docteur ? (What's Up, Doc?) de Peter Bogdanovich : Dr Howard « Steve » Bannister
- 1973 : Le Voleur qui vient dîner (The Thief Who Came to Dinner) de Bud Yorkin : Webster
- 1973 : La Barbe à papa (Paper Moon) de Peter Bogdanovich : Moses Pray
- 1975 : Barry Lyndon de Stanley Kubrick : Redmond Barry Lyndon
- 1976 : Nickelodeon de Peter Bogdanovich : Leo Harrigan
- 1977 : Un pont trop loin (A Bridge Too Far) de Richard Attenborough : Brigadier Général James Gavin
- 1978 : Driver (The Driver) de Walter Hill : Le conducteur
- 1978 : Oliver's Story de John Korty : Oliver Barrett IV
- 1979 : Tendre Combat (The Main Event) d'Howard Zieff : Eddie 'Kid Natural' Scanlon
- 1981 : Les Fesses à l'air (So Fine) d'Andrew Bergman : Bobby Fine
- 1981 : Opération Green Ice (Green Ice) d'Ernest Day : Joseph Wiley
- 1982 : Partners de James Burrows : Sergent Benson
- 1984 : Divorce à Hollywood (Irreconcilable Differences) de Charles Shyer : Albert Brodsky
- 1985 : La Fièvre du jeu (Fever Pitch) de Richard Brooks : Taggart
- 1987 : Les vrais durs ne dansent pas (Tough Guys Don't Dance) de Norman Mailer : Tim Madden
- 1989 : Le ciel s'est trompé (Chances Are) d'Emile Ardolino : Philip Train
- 1996 : Ma femme me tue (Faithful) de Paul Mazursky : Jack
- 1997 : An Alan Smithee Film d'Arthur Hiller et Alan Smithee : James Edmunds
- 1997 : Hacks de Gary Rosen : Dr Applefield
- 1998 : La Méthode zéro (Zero Effect) de Jake Kasdan : Gregory Stark
- 1998 : Coming Soon de Colette Burson (en) : Dick
- 2000 : The List de Sylvain Guy : Richard Miller
- 2000 : Gentleman B. de Jordan Alan : Phil
- 2002 : Influences (People I Know) de Daniel Algrant : Cary Launer
- 2003 : Le Rappeur de Malibu (Malibu's Most Wanted) de John Whitesell : Bill Gluckman
- 2012 : Slumber Party Slaughter de Rebekah Chaney : William O'Toole
- 2015 : Knight of Cups de Terrence Malick : Ryan

#### Court métrage
- 2007 : Waste Land (Lixo Extraordinário) de Rebecca Chaney : Gabriel

### Télévision

#### Séries télévisées
- 1960 : Dobie Gillis : Herm
- 1960 : General Electric Theater : Art Anderson
- 1961 : Laramie : Johnny Jacobs
- 1961 : Leave It to Beaver : Tom Henderson
- 1961 : Bachelor Father : Marty Braden
- 1961 : Westinghouse Playhouse : Larry / Mick / Roger
- 1962 : Mes trois fils (My Three Sons) : Chug Williams
- 1962-1963 : Empire : Tal Garret
- 1963 : Le Virginien (The Virginian) : Ben Anders
- 1964 : La Grande Caravane (Wagon Train) : Paul Phillips
- 1964 : Perry Mason : John Carew
- 1964-1969 : Peyton Place : Rodney Harrington
- 1991 : Good Sports : Bobby Tannen
- 2000-2001 : Bull : Robert Roberts II
- 2005 : Desperate Housewives : Rodney Scavo
- 2005 : Miss Match : Jerrold 'Jerry' Fox
- 2006-2017 : Bones : Max Keenan
- 2009 : Grey's Anatomy : Un patient
- 2010 : 90210 Beverly Hills : Nouvelle Génération : Spence Montgomery

#### Téléfilms
- 1969 : Under the Yum Yum Tree d'E.W. Swackhamer : Mike
- 1971 : Love Hate Love de George McCowan : Russ Emery
- 1988 : Sam Found Out : A Triple Play de Piers Haggard
- 1989 : On a tué mes enfants (Small Sacrifices) de David Greene : Lew Lewiston
- 1991 : 1775 de David Trainer : Jeremy Proctor
- 1992 : Bijoux, hot-dogs et tasses de thé (The Man Upstairs) de George Schaefer : Mooney
- 2001 : Alien Evolution (Epoch) de Matt Codd : Allen Lysander